# 보도전문채널
보도전문채널(報道專門-)은 세계의 뉴스와 보도 분야 프로그램을 편성하는 채널이다.

## 아시아
- 대한민국 - YTN
- 대한민국 - 연합뉴스TV
- 대한민국 - KBS NEWS 24
- 대한민국 - MBC 뉴스 NOW
- 대한민국 - SBS 모바일 24
- 일본 - NHK 월드 텔레비전
- 일본 - 닛테레 뉴스 24
- 일본 - TBS NEWS
- 일본 - 아사히 뉴스타
- 중화인민공화국 - CCTV-13
- 중화인민공화국 - CGTN
- 중화인민공화국 - CGTN 스페인어
- 중화인민공화국 - CGTN 프랑스어
- 중화인민공화국 - CGTN 아랍어
- 중화인민공화국 - CGTN 러시아어
- 중화인민공화국 - CGTN 다큐멘터리
- 홍콩 - 아이 케이블 뉴스 채널
- 홍콩 - 피닉스 인포 뉴스 채널
- 중화민국 - TVBS NEWS
- 필리핀 - ABS-CBN 뉴스 채널
- 인도 - TV24
- 인도 - V6 뉴스
- 인도 - Zee 뉴스
- 방글라데시 - CSB 뉴스
- 파키스탄 - PTV 뉴스

## 오세아니아
- 오스트레일리아 - ABC 뉴스 채널
- 오스트레일리아 - SBS 월드 뉴스 채널
- 오스트레일리아 - 스카이 뉴스 오스트레일리아
- 뉴질랜드 - TVNZ 7

## 중동
- 카타르 - 알자지라
- 튀르키예 - TRT 월드
- 이란 - IRIB

## 유럽
- 영국 - BBC 뉴스 채널 (BBC 계열사)
- 영국 - BBC 월드 뉴스 (BBC 계열사)
- 영국 - CGTN 유럽 (CGTN 계열사)
- 영국 - 스카이 뉴스 (스카이 UK 계열사)
- 프랑스 - La Chaîne Info (TF1 계열사)
- 프랑스 - 프랑스 24
- 프랑스 - BFM TV
- 프랑스 - CNews
- 프랑스 - 프랑스앵포
- 프랑스 - RT 프랑스
- 독일 - Tagesschau24 (ARD 계열사)
- 독일 - DW-TV
- 독일 - DW 뉴스
- 독일 - phoenix
- 독일 - RT 도이치
- 독일 - Welt
- 독일 - n-tv
- 이탈리아 - Rai News24 (Rai 계열사)
- 이탈리아 - 24ore.tv
- 이탈리아 - Class CNBC
- 이탈리아 - 스카이 TG 24
- 이탈리아 - TgCom 24
- 스페인 - 24 Horas (TVE 계열사)
- 포르투갈 - RTP3 (RTP 계열사)
- 포르투갈 - Económico TV
- 포르투갈 - CMTV
- 포르투갈 - SIC 노치시아스
- 포르투갈 - TVI 24
- 포르투갈 - ARtv
- 헝가리 - Hír TV
- 슬로바키아 - TA3
- 체코 - CT24
- 폴란드 - TVN 24
- 러시아 - RT
- 유럽 - 유로뉴스

## 아프리카
- 가봉 - 가봉24
- 케냐 - CGTN 아프리카
- 에티오피아 - ENN TV

## 북아메리카
- 미국 - CNN
- 미국 - 폭스 뉴스 채널
- 미국 - MSNBC
- 미국 - NY1
- 미국 - Bay 뉴스 9
- 미국 - CBSN
- 미국 - CGTN 아메리카
- 미국 - I24 뉴스
- 미국 - NECN
- 미국 - 뉴스 13
- 미국 - 뉴스워치 15
- 미국 - Newsy
- 미국 - OSN 뉴스
- 미국 - TXCN
- 미국 - RT 아메리카

## 남아메리카
- 브라질 - 글로부 뉴스
- 브라질 - 밴드 뉴스 TV
- 아르헨티나 - 카날 26
- 아르헨티나 - 투두 뉴스
- 베네수엘라 - 텔레수르 (라틴 아메리카 중심)

## 같이 보기
- 뉴스 프로그램
- 보도국
- 뉴스